# Ганфайтер
Ганфайтер (англ. Gunfighter) — термин, которым на Диком Западе называли человека, хорошо владеющего огнестрельным оружием и побывавшего во многих перестрелках. Ганфайтер мог быть как преступником, так и блюстителем закона.

## История

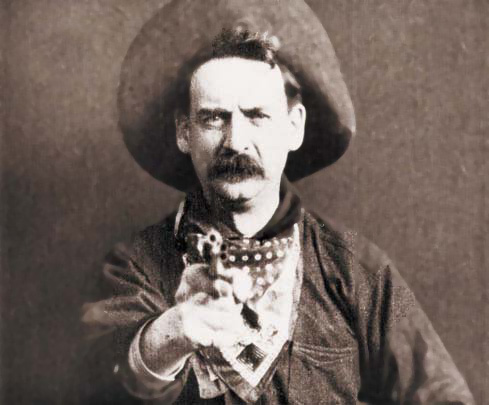
Ганфайтеры — непременные персонажи вестернов (кадр из фильма «Большое ограбление поезда», 1903 г.).

Время ганфайтеров наступило после Гражданской войны и достигло своего пика в 1870—1880 годы, захлестнув территорию американского Запада. Сам термин ганфайтер получил распространение на Диком Западе лишь к концу 1870-х годов.
Основной принцип в работе ганфайтера заключался в том, чтобы не оставить врагу шансов на ответный выстрел. Раненого врага чаще всего добивали выстрелами в упор, даже если он к тому моменту уже не показывал признаков жизни. Дуэли, в которых два безжалостных и хладнокровных стрелка выходили на улицу города, а затем выхватывали револьверы и стреляли друг в друга, в реальности были крайне редким явлением. Одной из таких дуэлей стала перестрелка в Спрингфилде, штат Миссури, где сошлись Дикий Билл Хикок и Дэвис Татт. Оба выстрелили одновременно, Татт промахнулся, а Хикок попал своему противнику в сердце. Это был первый зафиксированный случай дуэли ганфайтеров.
Многие знаменитые ганфайтеры Дикого Запада погибли в результате засады, например Джон Уэсли Хардин, Дикий Билл Хикок и Джесси Джеймс были застрелены в спину или затылок. Однако некоторые, например, Фрэнк Итон, дожили до весьма преклонного возраста.